# Peter O'Toole
Peter Seamus O’Toole,  född 2 augusti 1932 i Connemara i County Galway, död 14 december 2013 i London, var en irländsk-brittisk skådespelare. Bland O’Tooles filmer märks Lawrence av Arabien (1962), Becket (1964), Hej, pussycat (1965), Hur man stjäl en miljon (1966), Så tuktas ett lejon (1968), Goodbye, Mr Chips (1969), Den härskande klassen (1972), Stuntmannen (1980), Berusad av framgång (1982), Supergirl (1984) och Venus (2006). Han gjorde även mindre roller i exempelvis Den siste kejsaren (1987) och Troja (2004) samt rösten till restaurangkritikern Anton Ego i Pixars Råttatouille (2007). O'Toole nominerades åtta gånger till en Oscar och erhöll 2002 en Heders-Oscar. Han mottog även fyra Golden Globes, en BAFTA och en Emmy. 

## Biografi
O’Toole föddes i Connemara i grevskapet Galway på västra Irland, men växte senare upp i Leeds i England. Son till Constance Jane Eliot (född Ferguson), en skotsk sjuksköterska och irländske Patrick Joseph O'Toole. 14 år gammal slutade han skolan och började som springpojke på en lokaltidning. När han var 17 år gjorde han sin scendebut vid Leeds Civic Theatre. Han filmdebuterade 1959.
Sitt stora internationella genombrott fick O’Toole med Lawrence av Arabien, i huvudrollen som T.E. Lawrence. Han arbetade även inom teater. Han var särskilt skicklig på att porträttera inåtvända, ambivalenta hjältar.

### Privatliv
Åren 1959–1979 var han gift med skådespelaren Siân Phillips.
De fick två döttrar tillsammans, som båda kom att bli skådespelare, Kate och Patricia. O'Toole fick 1983 en son med sin flickvän Karen Brown. 
O'Toole var känd för sitt utsvävande, alkoholfyllda leverne, bland annat tillsammans med sin dryckesbroder skådespelaren Richard Harris.

## Filmografi

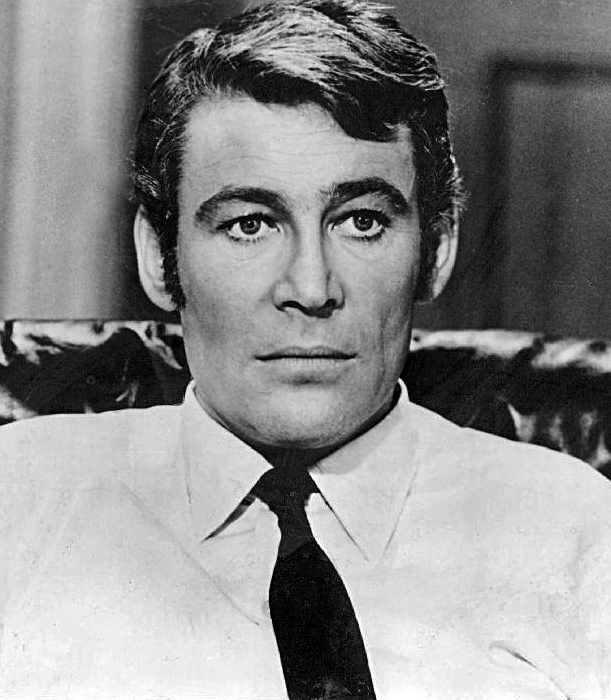
Peter O’Toole 1968.

| År   | Filmtitel                              | Roll                                                        | Noter |
| ---- | -------------------------------------- | ----------------------------------------------------------- | --- |
| 1960 | Kidnappad                              | Robin MacGregor                                             | |
| 1960 | Det perfekta inbrottet                 | Kapten Monty Fitch                                          | |
| 1960 | Igloos i natten                        | First Trooper                                               | |
| 1962 | Lawrence av Arabien                    | T.E. Lawrence                                               | BAFTA Award for Best Actor in a Leading Role David di Donatello Award for Best Foreign Actor Golden Globe Award for New Star of the Year – Actor Nominerad– Oscar för bästa manliga huvudroll Nominerad– Golden Globe Award for Best Actor – Motion Picture Drama Nominerad– Laurel Award for Top Male Dramatic Performance |
| 1964 | Becket                                 | Henrik II                                                   | Golden Globe Award for Best Actor – Motion Picture Drama Sant Jordi Award for Best Performance in a Foreign Film Nominerad– Oscar för bästa manliga huvudroll Nominerad– BAFTA Award for Best British Actor och BAFTA Award for Best Actor in a Leading Role Nominerad– Laurel Award for Top Male Dramatic Performance |
| 1965 | Dödens djungel                         | Lord Jim                                                    | |
| 1965 | Hej, pussycat                          | Michael James                                               | |
| 1965 | Het strand                             |                                                             | (röst) |
| 1966 | Hur man stjäl en miljon                | Simon Dermott                                               | |
| 1966 | Bibeln... i begynnelsen                | The Three Angels                                            | |
| 1967 | Generalernas natt                      | General Tanz                                                | David di Donatello Award for Best Foreign Actor |
| 1967 | Casino Royale                          | Piper                                                       | (okrediterad) |
| 1968 | Så tuktas ett lejon                    | Henrik II                                                   | Golden Globe Award for Best Actor – Motion Picture Drama New York Film Critics Circle Award for Best Actor (3:e plats) Nominerad – Oscar för bästa manliga huvudroll |
| 1968 | Katarina den stora                     | Kapten Charles Edstaston                                    | |
| 1969 | Goodbye, Mr. Chips                     | Arthur Chipping                                             | David di Donatello Award for Best Foreign Actor Golden Globe Award for Best Actor – Motion Picture Musical or Comedy National Board of Review Award for Best Actor National Society of Film Critics Award for Best Actor (2:a plats) Nominerad – Oscar för bästa manliga huvudroll |
| 1970 | Pensionatet Frid och Lycka             | Sir Charles Ferguson                                        | |
| 1971 | Murphys krig                           | Murphy                                                      | |
| 1972 | Under Milk Wood                        | Kapten Tom Cat                                              | |
| 1972 | Den härskande klassen                  | Jack Gurney, 14th Earl of Gurney                            | National Board of Review Award for Best Actor National Society of Film Critics Award for Best Actor (3:e plats) Nominerad – Oscar för bästa manliga huvudroll |
| 1972 | Mannen från La Mancha                  | Don Quixote de La Mancha/Miguel de Cervantes/Alonso Quijano | National Board of Review Award for Best Actor Nominerad – Golden Globe Award for Best Actor – Motion Picture Musical or Comedy |
| 1975 | Operation Rosebud                      | Larry Martin                                                | |
| 1975 | Fredag – människan                     | Robinson Crusoe                                             | |
| 1976 | Foxtrot                                | Liviu                                                       | |
| 1976 | Rogue Male                             | Sir Robert Thorndyke                                        | |
| 1978 | Stridshundarna                         | Colonel Zeller                                              | |
| 1979 | Striden i gryningen                    | Lord Viscount Chelmsford                                    | |
| 1979 | Caligula                               | Tiberius Julius Caesar Augustus                             | |
| 1980 | Stuntmannen                            | Eli Cross                                                   | National Society of Film Critics Award for Best Actor New York Film Critics Circle Award for Best Actor (3:e plats) Nominerad – Oscar för bästa manliga huvudroll Nominerad – Golden Globe Award for Best Actor – Motion Picture Drama |
| 1981 | Dödsfiender                            | General Cornelius Flavius Silva                             | Nominerad – Golden Globe Award for Best Actor – Miniseries or Television Film Nominerad – Primetime Emmy Award for Outstanding Lead Actor in a Miniseries or a Movie |
| 1982 | Berusad av framgång                    | Alan Swann                                                  | Los Angeles Film Critics Association Award for Best Actor (2:a plats) National Society of Film Critics Award for Best Actor (3:e plats) New York Film Critics Circle Award for Best Actor (3:e plats) Sant Jordi Award for Best Foreign Actor Nominerad – Oscar för bästa manliga huvudroll Nominerad – Golden Globe Award for Best Actor – Motion Picture Musical or Comedy |
| 1983 | Sherlock Holmes and the Valley of Fear | Sherlock Holmes                                             | (röst) |
| 1983 | Sherlock Holmes and a Study in Scarlet | Sherlock Holmes                                             | (röst) |
| 1983 | Sherlock Holmes and the Sign of Four   | Sherlock Holmes                                             | (röst) |
| 1984 | Supergirl                              | Zaltar                                                      | Nominerad – Golden Raspberry Award for Worst Actor |
| 1985 | Creator                                | Harry                                                       | |
| 1986 | Charterresan                           | Governor Anthony Cloyden Hayes                              | Nominerad – Golden Raspberry Award for Worst Supporting Actor |
| 1987 | Den siste kejsaren                     | Reginald Johnston                                           | David di Donatello Award for Best Supporting Actor Nominerad – BAFTA Award for Best Actor in a Supporting Role |
| 1988 | Snacka om spöken                       | Peter Plunkett                                              | |
| 1989 | In una notte di chiaro di luna         | Prof. Yan McShoul                                           | |
| 1990 | The Rainbow Thief                      | Prince Meleagre                                             | |
| 1990 | Wings of Fame                          | Cesar Valentin                                              | |
| 1990 | Nötknäpparen och muskungen             | Pantaloon                                                   | (röst) |
| 1991 | Kung Ralph                             | Sir Cedric Charles Willingham                               | |
| 1992 | Rebecca's Daughters                    | Lord Sarn                                                   | |
| 1992 | Isabelle Eberhardt                     | Maj. Lyautey                                                | |
| 1993 | The Seventh Coin                       | Emil Saber                                                  | |
| 1997 | FairyTale: A True Story                | Arthur Conan Doyle                                          | |
| 1998 | Phantoms                               | Dr. Timothy Flyte                                           | |
| 1999 | The Manor                              | Mr. Ravenscroft                                             | |
| 1999 | Molokai: The Story of Father Damien    | William Williamson                                          | |
| 2002 | Rock My World                          | Lord Charles Foxley                                         | Cherbourg-Octeville Festival of Irish & British Film Award for Best Actor Nominerad – DVD Exclusive Award for Best Actor |
| 2002 | The Final Curtain                      | J. J. Curtis                                                | |
| 2003 | Bright Young Things                    | Colonel Blount                                              | |
| 2004 | Troja                                  | Kung Priamos                                                | Irish Film & Television Award for Best Actor in a Supporting Role |
| 2005 | Lassie                                 | The Duke                                                    | |
| 2005 | Mystic India                           | Narrator                                                    | |
| 2006 | Venus                                  | Maurice                                                     | National Society of Film Critics Award for Best Actor (2:a plats) Nominerad – Oscar för bästa manliga huvudroll Nominerad – BAFTA Award for Best Actor in a Leading Role Nominerad – BIFA Award for Best Performance by an Actor in a British Independent Film Nominerad – Broadcast Film Critics Association Award for Best Actor Nominerad – Chicago Film Critics Association Award for Best Actor Nominerad – Dallas-Fort Worth Film Critics Association Award for Best Actor Nominerad – Golden Globe Award for Best Actor – Motion Picture Drama Nominerad – Online Film Critics Society Award for Best Actor Nominerad – Satellite Award for Best Actor – Motion Picture Nominerad – Screen Actors Guild Award for Outstanding Performance by a Male Actor in a Leading Role |
| 2006 | One Night with the King                | Samuel, the Prophet                                         | |
| 2007 | Råttatouille                           | Anton Ego                                                   | (röst) |
| 2007 | Stardust                               | King of Stormhold                                           | |
| 2008 | Dean Spanley                           | Fisk Senior                                                 | New Zealand Film and TV Award for Best Supporting Actor in a Feature Film Nominerad– Irish Film & Television Award for Best Actor in a Supporting Role Nominerad– London Critics Circle Film Award for British Supporting Actor of the Year |
| 2008 | Thomas Kinkade's The Christmas Cottage | Glen Wesman                                                 | |
| 2012 | Eldorado                               | Berättare                                                   | |
| 2012 | Cristiada                              | Father Christopher                                          | |
| 2014 | Katherine of Alexandria                | Gallus                                                      | |

## TV
| År   | Titel                                     | Roll                            | Noter                                                                                                |
| ---- | ----------------------------------------- | ------------------------------- | --- |
| 1956 | Den röda nejlikan                         | Förste soldaten                 | TV-show (1 avsnitt) "A Tale of Two Pigtails"                                                         |
| 1961 | Rendezvous                                | John                            | TV-show (3 avsnitt)                                                                                  |
| 1968 | Present Laughter                          | Garry Essendine                 | TV-film                                                                                              |
| 1980 | Strumpet City                             | Jim Larkin                      | TV-show                                                                                              |
| 1981 | Masada                                    | General Silva                   | Miniserie                                                                                            |
| 1981 | Dödsfiender                               | General Cornelius Flavius Silva | Miniserie                                                                                            |
| 1982 | Man and Superman                          | Jack Tanner                     | TV-film                                                                                              |
| 1983 | Pygmalion                                 | Professor Henry Higgins         | TV-film                                                                                              |
| 1983 | Sherlock Holmes and the Baskerville Curse | Sherlock Holmes                 | (röst) TV-film                                                                                       |
| 1983 | Svengali                                  | Anton Bosnyak                   | TV-film                                                                                              |
| 1984 | Kim                                       | Lama                            | TV-film                                                                                              |
| 1986 | I fantasins gränsland                     | John Hapmton                    | TV-show (1 avsnitt)                                                                                  |
| 1987 | The Dark Angel                            | Uncle Silas                     | TV-special                                                                                           |
| 1990 | Mannen med sälgpiporna                    | John Sidney Howard              | TV-film                                                                                              |
| 1992 | Civvies                                   | Barry Newman                    | TV-film                                                                                              |
| 1994 | Heaven & Hell: North & South, Book III    | Sam Trump                       | Miniserie                                                                                            |
| 1995 | Heavy Weather                             | Clarence, Earl of Emsworth      | TV-film                                                                                              |
| 1996 | Gullivers resor                           | Emperor of Lilliput             | TV-film                                                                                              |
| 1998 | Coming Home                               | Colonel Carey-Lewis             | TV-film                                                                                              |
| 1999 | Joan of Arc                               | Biskop Cauchon                  | Emmy Award for Outstanding Supporting Actor in a Miniseries or a Movie                               |
| 1999 | Jeffrey Bernard is Unwell                 | Jeffrey Bernard                 | TV-film                                                                                              |
| 2002 | The Education of Max Bickford             | Sidney McKnight                 | TV-show (1 avsnitt)                                                                                  |
| 2003 | Hitler - Ondskans natur                   | President Paul von Hindenburg   | TV-film Nominerad – Primetime Emmy Award for Outstanding Supporting Actor in a Miniseries or a Movie |
| 2003 | Imperium: Augustus                        | Augustus Caesar                 | TV-film                                                                                              |
| 2005 | Casanova                                  | Casanova som gammal             | TV-special (3 avsnitt)                                                                               |
| 2008 | The Tudors                                | Paulus III                      | TV-show (7 avsnitt)                                                                                  |
| 2008 | Iron Road                                 | Lionel Relic                    | Miniserie                                                                                            |